# 贝努斯蒂亚诺·卡兰萨
何塞·贝努斯蒂亚诺·卡兰萨·德拉加尔萨（西班牙語：José Venustiano Carranza de la Garza，西班牙語發音：[benusˈtjano kaˈransa ðe la ˈɣaɾsa]；1859年12月29日—1920年5月21日），墨西哥第一任立宪总统，墨西哥革命领导人之一。
卡兰萨生于自由派地主家庭，革命爆发后任第三军区司令、临时政府陆军部长。
1913年公布瓜达卢佩计划。1914年后先是联合农民军推翻韦尔塔集团，后转而镇压农民武装。
1917年2月5日颁布新宪法，恢復憲政民主體制，這部新憲法務求實現政教分離，同年3月当选总统。1920年被暗杀。